# Calocarcinus lewinsohni
Calocarcinus lewinsohni is een krabbensoort uit de familie van de Trapeziidae. De wetenschappelijke naam van de soort is voor het eerst geldig gepubliceerd in 1980 door Takeda & Galil.